# Кубок Північної Кореї з футболу 2017
Кубок Північної Кореї з футболу 2017 — 5-й розіграш кубкового футбольного турніру у Північній Кореї. Титул володаря кубка вперше здобув Собаексу.

## Календар
| Раунд           | Дата                      | Матчі | Клуби  |
| --------------- | ------------------------- | ----- | ------ |
| Груповий турнір | 27 липня - 20 серпня 2017 | 30    | 12 → 4 |
| 1/2 фіналу      | 23 серпня 2017            | 2     | 4 → 2  |
| Фінал           | 28 серпня 2017            | 1     | 2 → 1  |

## 1/2 фіналу
| Команда 1      | Рахунок      | Команда 2 |
| -------------- | ------------ | --------- |
| 23 серпня 2017 |              |           |
| Йомйон         | 3:2 дч       | Кігванчха |
| Собаексу       | 2:2 пен. 8:7 | Хвепуль   |

## Фінал
| Команда 1      | Рахунок | Команда 2 |
| -------------- | ------- | --------- |
| 28 серпня 2017 |         |           |
| Йомйон         | 2:3 дч  | Собаексу  |